# Heteromyzidae
Famille
Heteromyzidae  est une famille de diptères.

## Genres et espèces
Selon Catalogue of Life (27 févr. 2013) :
- genre Heteromyza
  - Heteromyza atricornis
  - Heteromyza commixta
  - Heteromyza oculata
  - Heteromyza rotundicornis